# アンドレア・ビアンコ
アンドレア・ビアンコ（Andrea Bianco）は、15世紀のヴェネツィアの船乗り、地図製作者である。1436年に完成した地図書で知られる。のちに、地図製作者でもある修道士フラ・マウロに雇われて、共同でフラ・マウロの世界図の複製を作った。この複製は現在は失われている。

## ビアンコの地図書

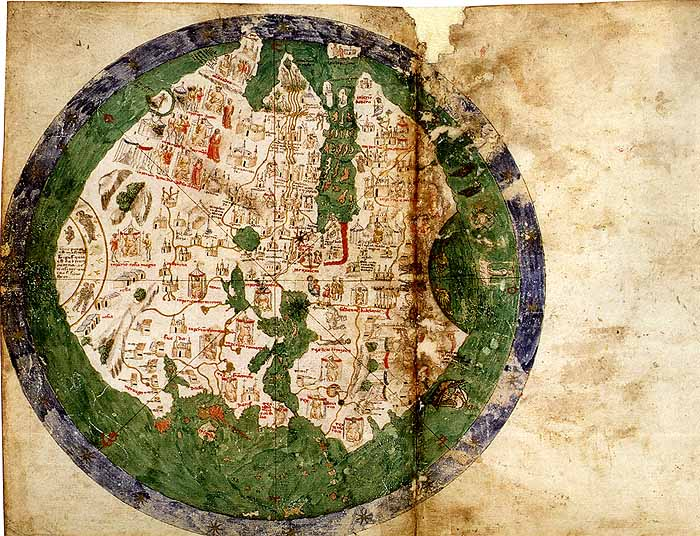
アンドレア・ビアンコの世界地図(1436)

ビアンコの製作した地図書は、29×38cm の、10葉の犢皮紙から成る。
- 第1葉： 「マルテロイオの方式（英語版）」の記述からなる。
- 第2葉： 黒海沿岸一帯の地図。
- 第3葉： 地中海東岸一帯の地図。
- 第4葉： 地中海中央沿岸一帯の地図。
- 第5葉： スペイン、ポルトガル、北アフリカ一帯、大西洋の島嶼（アゾレス、マデイラ、カーボベルデの他、アゾレラからはるか西方に位置する "Antillia"、"Satanaxio"と名付けられた二つの島）の地図。
- 第6葉： スペイン北部、フランス、フランドル、ブリテン諸島一帯の地図。
- 第7葉： バルト海、デンマーク、スカンディナヴィア一帯の地図。
- 第8葉： ヨーロッパから北アフリカまで、上掲の地域の全体図。
- 第9葉： 直径 25cm の世界図。
- 第10葉： 円錐図法によるプトレマイオスの世界地図。